# Johann Nikolaus von Dreyse
Johann Nikolaus von Dreyse (født 20. november 1787, død 9. december 1867) var en tysk tekniker der lærte klejnsmedeprofessionen.
Von Dreyse arbejdede først i Tyskland, så 1809-14 i Pauli’s Geværfabrik i Paris, grundlagde derpå i Sömmerda en fabrik af jernvarer, kastede sig over forbedrede geværkonstruktioner, forbedrede i 1824 fænghætternes konstruktion og tændsats og oprettede under Firma D. & Collenbusch i Sömmerda en fænghættefabrik.
Von Dreyses bestræbelser efter en enhedspatron for geværer, som skulle indeholde kugle, krudt og tændemiddel, førte til opfindelsen af tændnålgeværet 1827, som først ladedes forfra, men 1836 forandredes til bagladning. Våbenet indførtes 1840 i den preussiske hær, først ved fusilierbataljonerne, og dets konstruktion holdtes hemmelig. Den preussiske regering gav Dreyse midler til oprettelse af en gevær- og ammunitionsfabrik, som 1841-63 leverede 300.000 geværer med tilhørende ammunition.
Dreyse opfandt et gevær med eksploderende projektil; da Sankt Petersborgdeklarationen 1868 forbød sådanne konstruktioner, fik det dog ingen praktisk betydning.
I 1864 optoges Dreyse i adelsstanden.